# Senado da República (México)
O Senado do México, ou Senado dos Estados Unidos Mexicanos, (em castelhano:  Senado de la República) é a câmara alta do Congresso. É constituída por representantes da Nação, em todos os seus elementos eleitos a cada seis anos. Ficou estabelecido pelos artigos 56 a 58 da Constituição, e existe desde 1824, embora tenha sido abolido em 1857, para ser restaurado novamente em 1874. O Senado é composto por 128 senadores. Cada um dos 31 estados e a Cidade do México elegem 3 senadores, sendo 2 pelo princípio de maioria relativa e 1 designado a primeira minoria. Os 
restantes 32 senadores são eleitos de acordo com o princípio da representação proporcional.

## Senadores

### Requisitos de enquadramento
De acordo com a Constituição 1917, os senadores são os representantes do povo, para ser senador, por qualquer um dos dois princípios de escolha, é necessário estar em harmonia com os seguintes requisitos:
- Ser um cidadão mexicano por nascimento, no exercício dos seus direitos.
- Ter ao menos vinte e cinco anos no dia da eleição.
- Ser um nativo do estado em que a eleição é feita, ou um vizinho da sua residência efectiva com mais de seis meses anterior à data da eleição ou, no caso dos candidatos à representação proporcional de qualquer um dos estados sob o circunscrição, com os mesmos detalhes.
- Não estar em serviço ativo no exército, no comando de uma organização policial ou rural, abster-se de tais cargos no mínimo, noventa dias antes da eleição.
- Não para ser secretário-adjunto ou secretário de Estado, ou ministro do Supremo Tribunal de Justiça, a menos que tenha se separado definitivamente do cargo um ano antes da eleição.
- Não ser um ministro de qualquer religião.

## Processo eleitoral
Senadores são eleitos por um período de seis anos, correspondendo a dois mandatos e não pode ser reconduzido para o período imediatamente.
Os senadores do México são eleitos por meio de voto popular direto e secreto em todos os estados da república, a cada partido político tem uma fórmula de candidatos composta por dois titulares e seus respectivos suplentes, o número 1 da fórmula é chamada de Fórmula Um, e 2, Segunda Fórmula ; A fórmula dos candidatos que tenham obtido o maior número de votos é eleito completo, tornando-se a primeira entidade a partir de dois senadores, o terceiro senador é atribuído ao candidato da Fórmula Um, político do partido que ganhou o segundo lugar votos, ou primeira minoria.
Outros 32 senadores são eleitos por representação proporcional, mas, para esta eleição a cada partido político tem uma lista de 32 candidatos, e estes são atribuídos de acordo com a representação proporcional com base no número de votos obtido por cada partido político na eleição nacional.

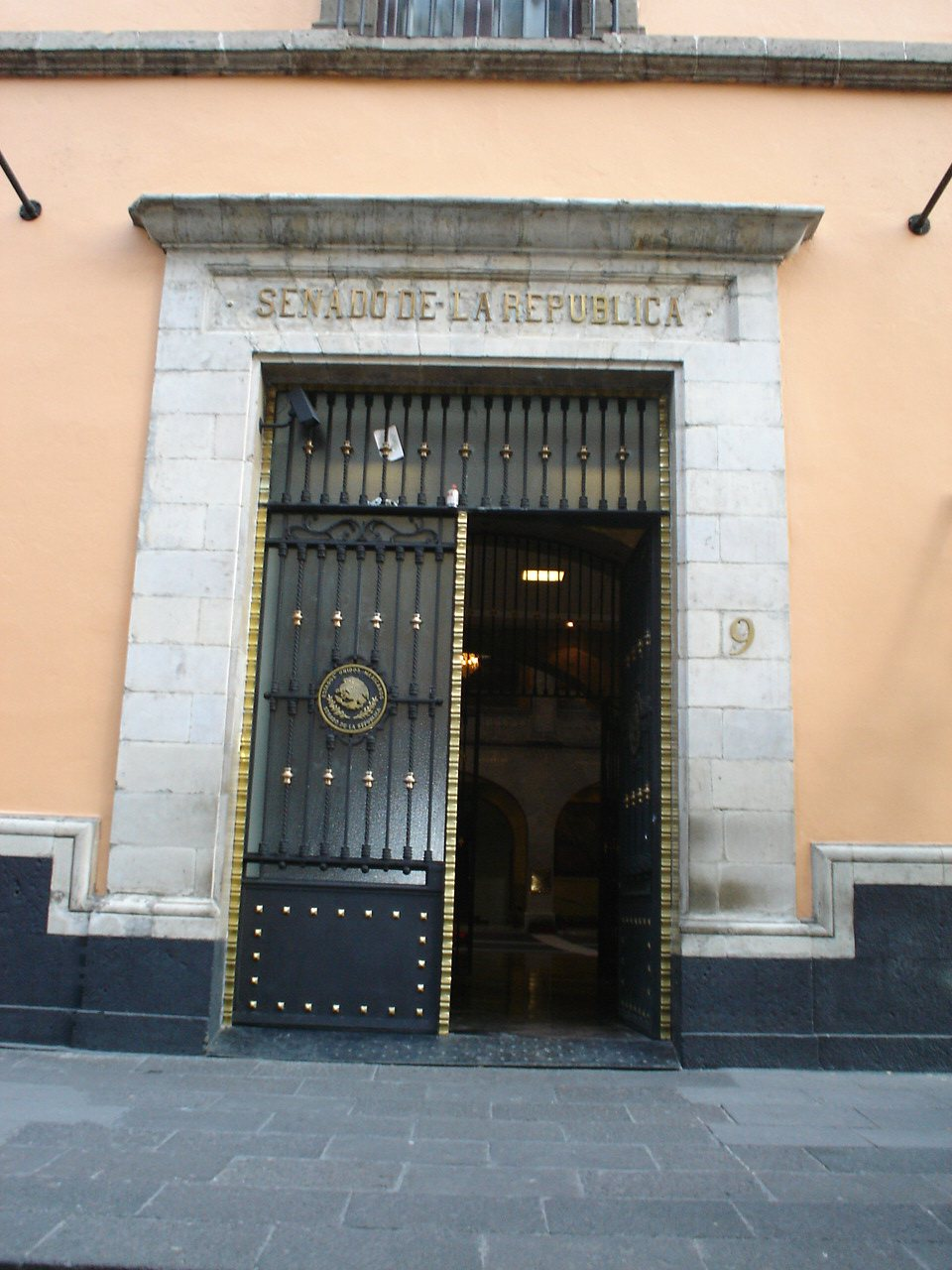
Entrada ao Senado no Distrito Federal junto a "Plaza Manuel Tolsá"

## Órgãos de governo
O Senado da República possui dois principais órgãos, que são:
- Mesa Diretora, composta por um presidente, três vice-presidentes e quatro secretários, eleitos por cada sessão ordinária da Assembleia, o Presidente é a de transformar o Senado e, em última instância, é responsável e representante da Casa.

Para o segundo período da Legislatura LX integração do conselho directivo é o seguinte:
- Francisco Arroyo Vieyra (PRI)
- Jose Gonzalez (PAN)
- Yeidckol Polevnsky (PRD)

ou Secretários:
- Cleominio Zoreda Novelo (PRI)
- Adrian Perez Rivera (PAN)
- Ludivina Menchaca Castellanos (PVEM)
- Corichi Claudia Garcia (PRD)
- Gabino Cué Monteagudo (CONV)
- Coordenação da Junta Diretiva: Considerado o verdadeiro órgão de gestão da Câmara, constituída por um presidente e seis membros, que se incluem os coordenadores das diversas facções do Congresso dos partidos políticos com representação no Senado.

Ou do Presidente da Câmara Coordenação Política:
- Manlio Fabio Beltrones (PRI)
- Gustavo Madero Munoz (PAN)
- Carlos Navarrete Ruiz (PRD)
- Jorge Legorreta
- Ordorica (PVEM)
- Rannauro Dante Delgado (CONV)
- Humberto Aguilar Coronado (PAN)
- Santiago Creel (PAN)
- Melquiades Morales (PRI)
- Alberto Anaya Gutierrez (PT)

## Legislaturas

### Tribuna do Senado
O período que um senador exerce o seu cargo para o qual foi eleito tem 6 anos e é dividido em duas legislaturas e tem como um número ordinal de 1857, quando eu instalado o Legislativo.
Cada legislador foi instalado em 1 º de setembro do ano da sua eleição e seu prazo termina em 31 de agosto depois de terem passado 3 anos.
Desde 1 º de setembro de 2021 está correndo o LXV Legislatura, que termina seu mandato em 31 de agosto de 2024.

## Sessões
A Câmara dos Deputados dividir seu exercício regular em duas sessões, a primeira a partir de 1 de setembro a 31 de dezembro e a segunda a partir de 1 de fevereiro a julho de 31, se for necessário pode convocar sessões especiais para expedição ou pressionando as matérias em questão.
Durante os recessos do mexicano Câmara dos Deputados e do Senado da República, atua como depositária da Legislatura, o Comité Permanente do Congresso.

## Comissões
Para o gabinete de assuntos legislativos senadores estão integrados em comissões que estão dedicados a um tema particular, as mais importantes são: Governação e Assuntos Constitucionais, Defesa Nacional Mayor de Finanças e Contas Concord e Pacificação em Chiapas, cada senador pertence a três comissões diferentes, cada comissão elege um Presidente e Secretário domingo para coordenar os seus trabalhos.

## Funções
Entre as suas funções mais importantes é o de ratificar ou rejeitar as propostas do presidente no que diz respeito a:
- Representantes diplomáticos
- Ministros do Supremo Tribunal de Justiça da Nação (México)
- Chefes de organismos autónomos
- Procuradoria-Geral da República

## Galeria

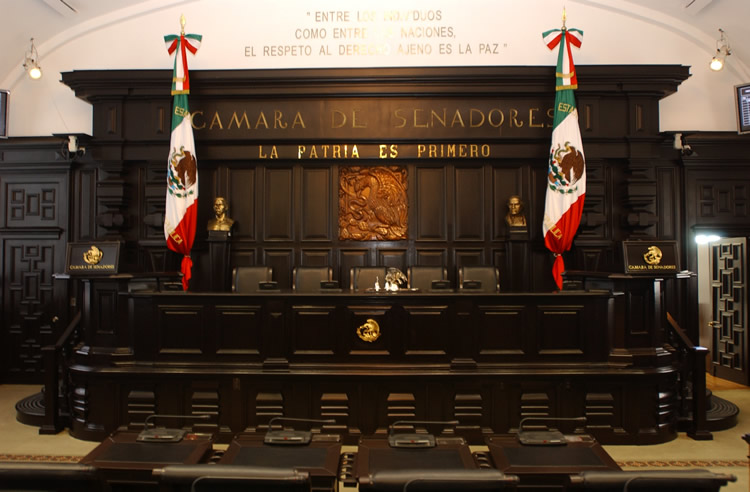
Tribuna do Senado do México.
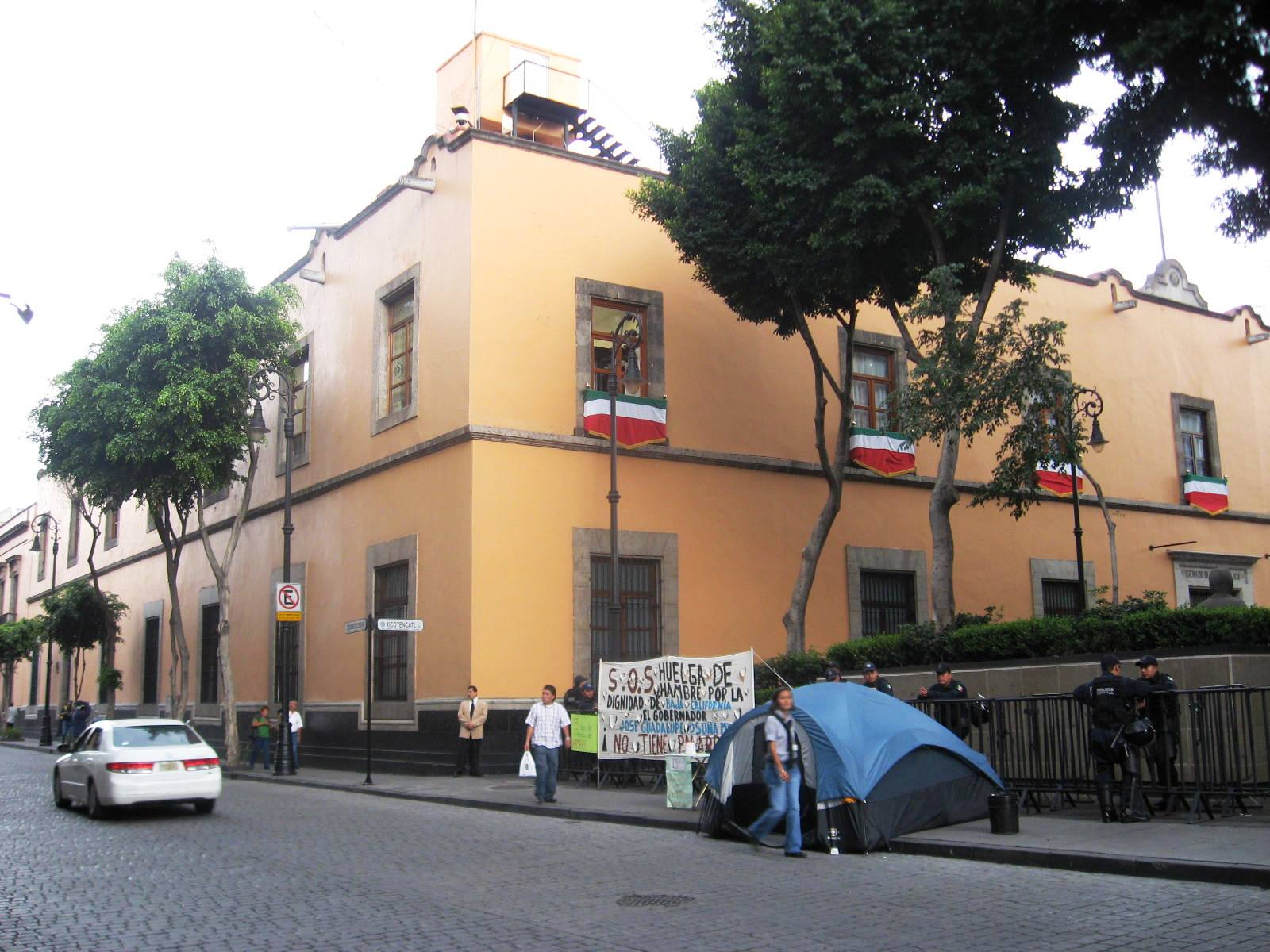
Principal câmara do senado localizado entre as ruas Donceles e Xicotencati no centro histórico da Cidade do México.
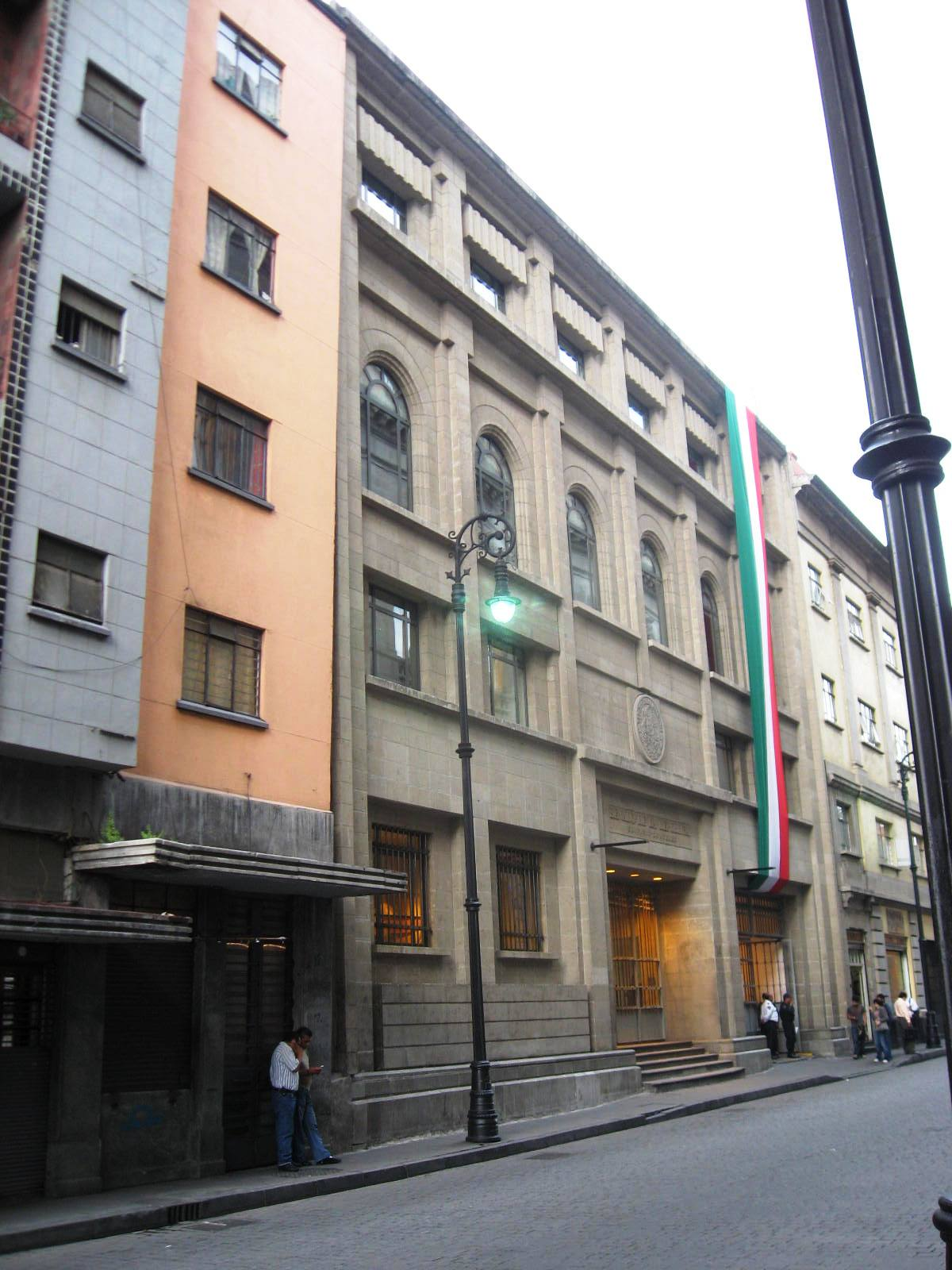
Escritórios dos senadores na rua Donceles.